# Португальская кухня
Португальская кухня (порт. Gastronomia de Portugal) — совокупность гастрономических традиций Португалии.

## Общее описание

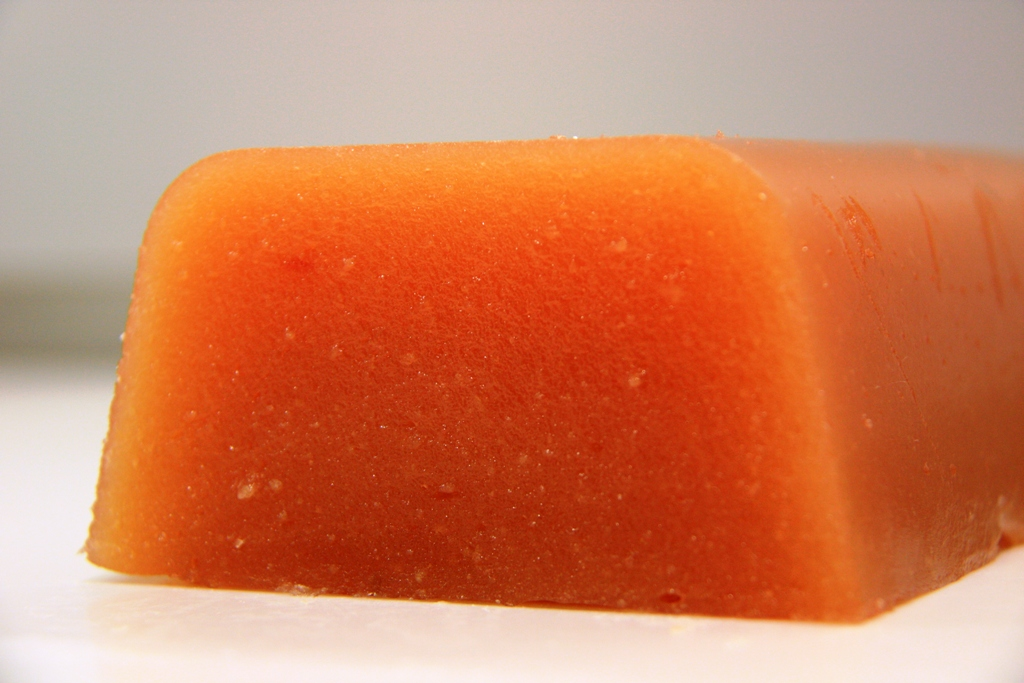
Айвовый мармелад — прародитель всех последующих мармеладов

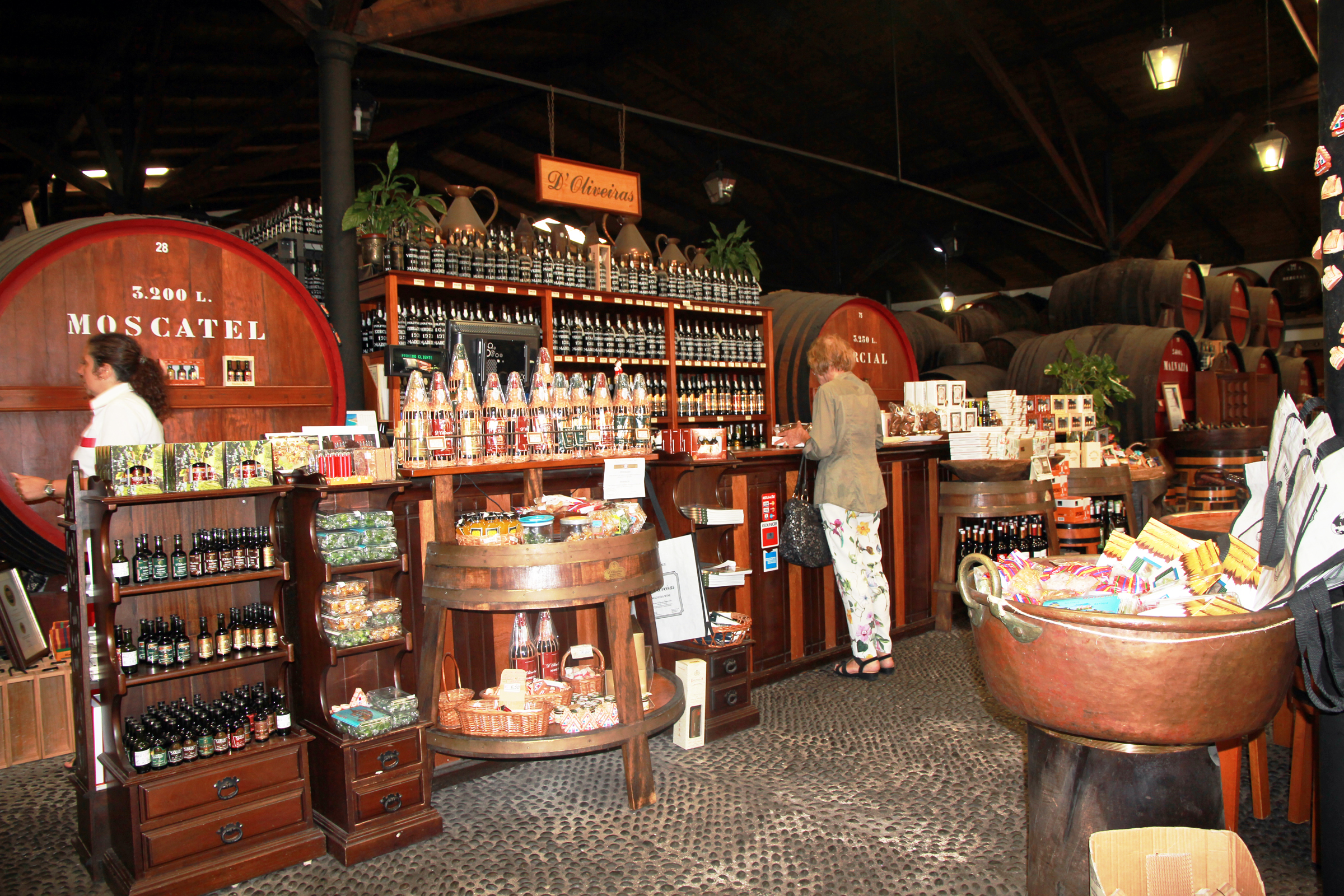
Винный магазин на острове Мадейра

Португальскую кухню отличает широкое использование свежей рыбы и морепродуктов, широкий выбор местных вин, в том числе знаменитых портвейнов (слово «портвейн» дословно означает «вино из Порту») и местных сыров. Португальская кухня также славится своими ликёрами и десертами, многие из которых называются монастырскими, так как первоначально изготовлялись монахами и монахинями в католических монастырях. Для португальских десертов характерно чрезвычайно широкое использование яичных желтков. Также широко распространены десерты из миндаля, похожие на марципан, и местная выпечка, самым известным примером которой является паштел-де-ната. Одним из наиболее традиционных португальских десертов является айвовый мармелад (а само русское слово «мармелад» происходит от португальского «marmelo» — «айва»). В частях страны, удалённых от моря, основой вторых блюд чаще всего является говядина.
В Португалии распространена традиция так называемых «ликёрных», где посетители, в основном мужчины, за рюмкой местного вишнёвого ликёра жинжинья обсуждают свои дела. Кроме этого, в большом количестве представлены кафе и рестораны.

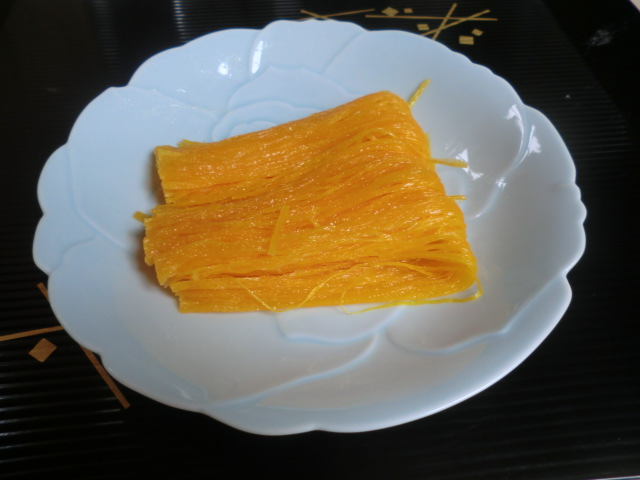
Сладкие нити из яичных желтков «Fios de ovos»

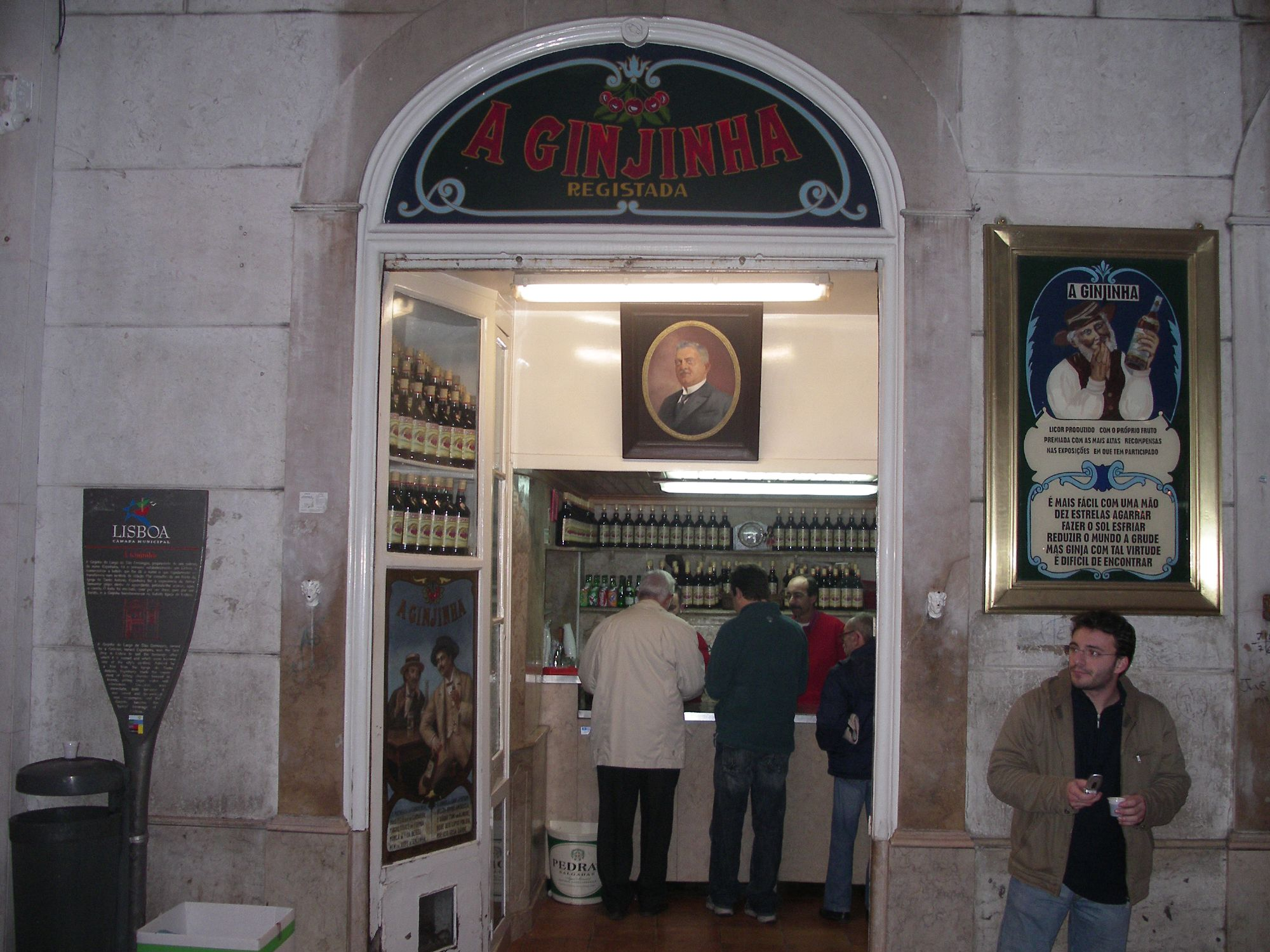
Ликёрная в столице Португалии

Португальская кухня является исторической основой бразильской кухни, однако на сегодняшний день они коренным образом различаются между собой. Бразильская кухня даже для создания аналогичных блюд использует другие ингредиенты (так, не найдя в Америке свою любимую айву, португальцы в Бразилии стали изготовлять мармелад из гуавы). Кроме того, бразильская кухня включает в себя кулинарные традиции и других волн иммигрантов: итальянские, других европейских стран и Японии, тогда как португальская кухня более консервативна.
Кроме Бразилии, влияние португальской кухни (как и культуры) ощущается во всех странах, некогда бывших колониями Португальской империи: в Анголе и Мозамбике, на островах Кабо-Верде (Зелёного мыса), на острове Тимор в индонезийском архипелаге и в китайском городе Макао (бывшая фактория Португалии). Население этих стран и территорий и сегодня называется лузофонами (говорящими по-португальски), а несколько бывших португальских колоний входят в Содружество португалоязычных стран.
Кроме того, на входящих в состав Португалии Азорских островах и островах Мадейра (откуда родом знаменитая мадера) существуют свои, несколько отличающиеся варианты португальской кухни.

## Описание блюд

### Рыбные блюда

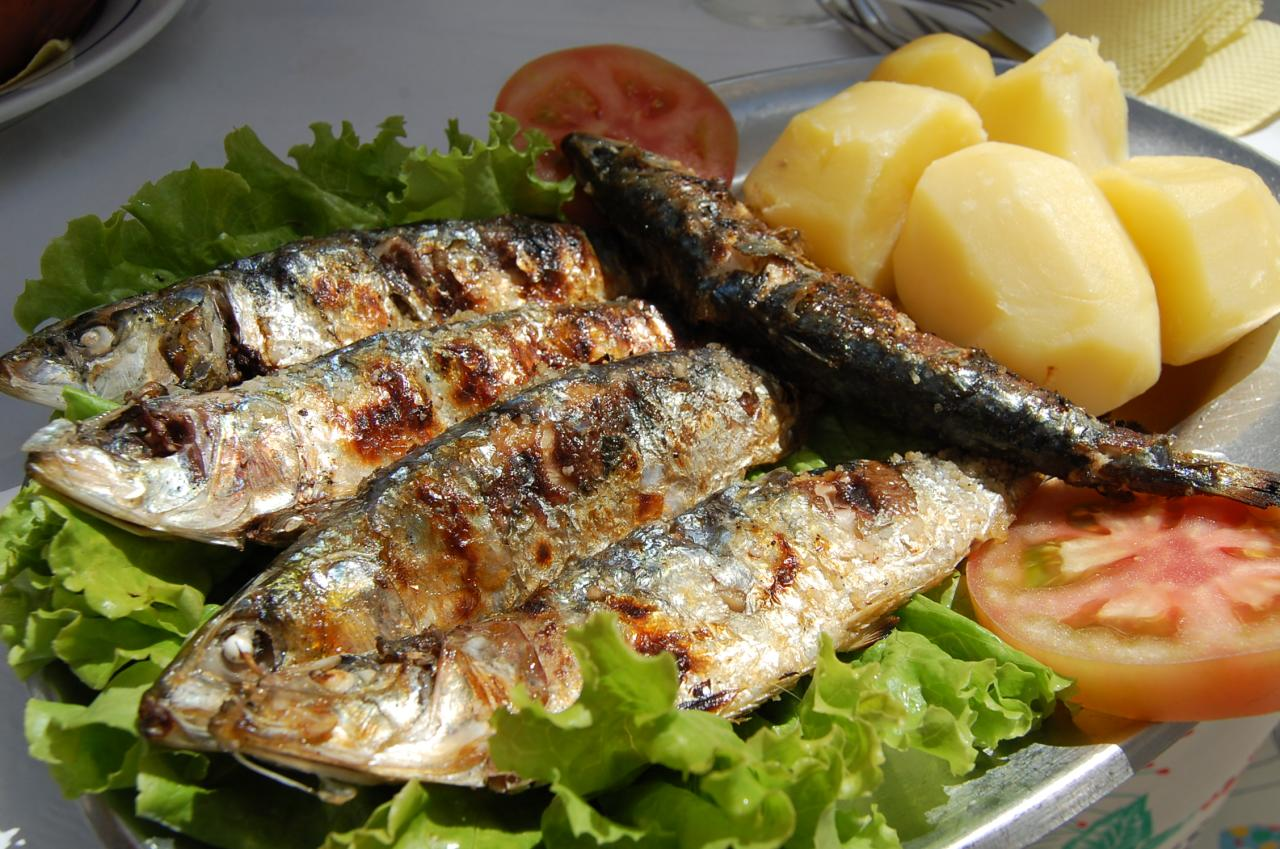
Сардины на гриле в кафе в Португалии

На побережье Португалии занимаются выловом сардины, тунца, крабов, моллюсков и осьминогов. Из разных сортов выловленной рыбы и морепродуктов готовят калдейрада — рыбное рагу с картофелем и другими овощами, аналог французского буйабеса, мальтийской алйотты и тосканской каччукко. Жители часто жарят сардины на мангале.
Также в Португалии популярна солёная сушёная треска бакальяу, особенный вкус которой придают пряности. В Лиссабоне её любят есть с отварным картофелем и хлебом.

### Мясные блюда

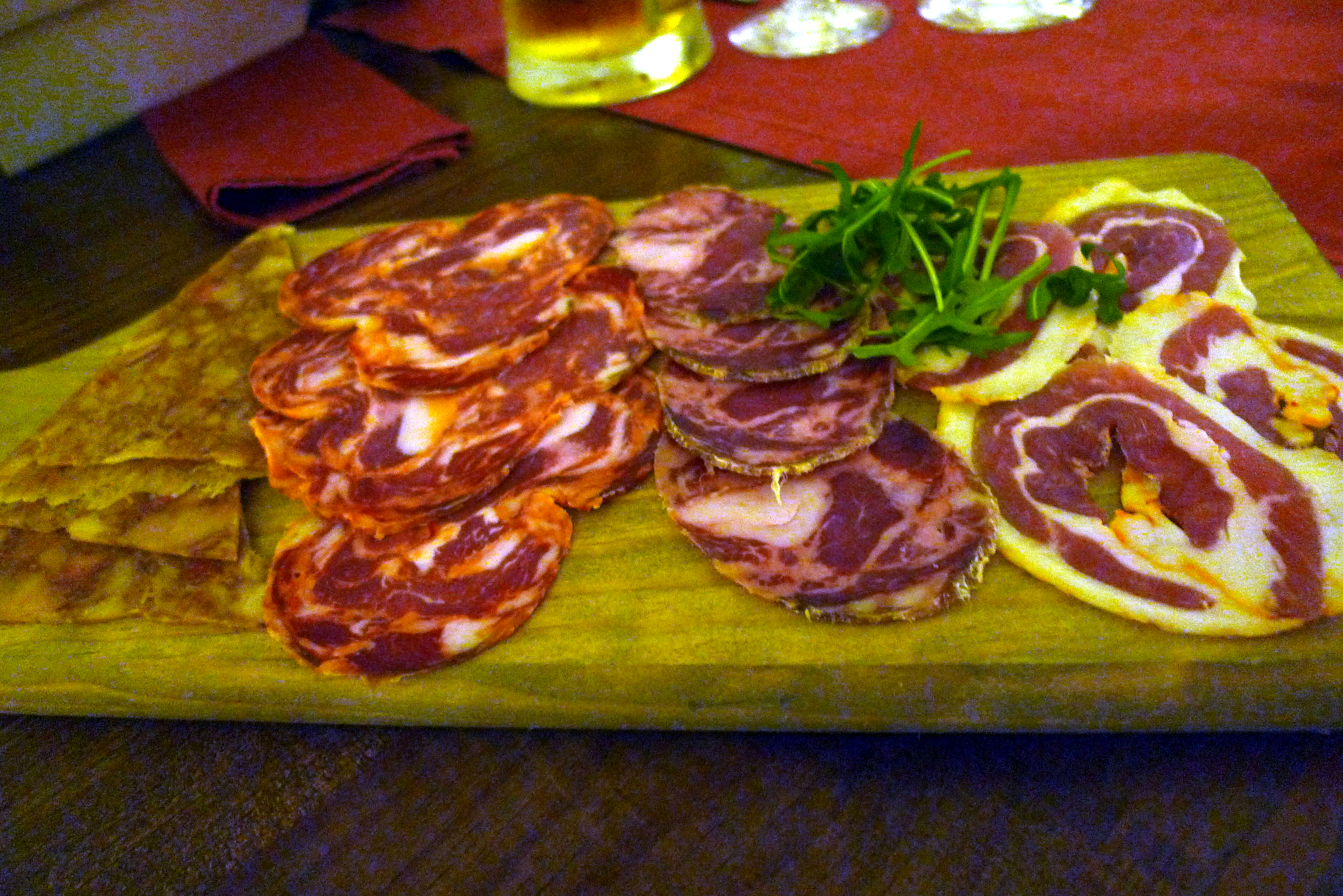
Португальские мясные деликатесы

Для приготовления говядины, куски мяса без костей долго выдерживают в вине и втирают в него оливковое масло, благодаря чему оно приобретает особенный вкус. Стейк по-португальски готовят в винном соусе из портвейна, а местный шашлык — эшпетаду — маринуют в портвейне с добавлением чеснока.
В качестве праздничного блюда в сельской местности популярно асадо — жаркое, приготовленное на открытом огне.

### Десерты

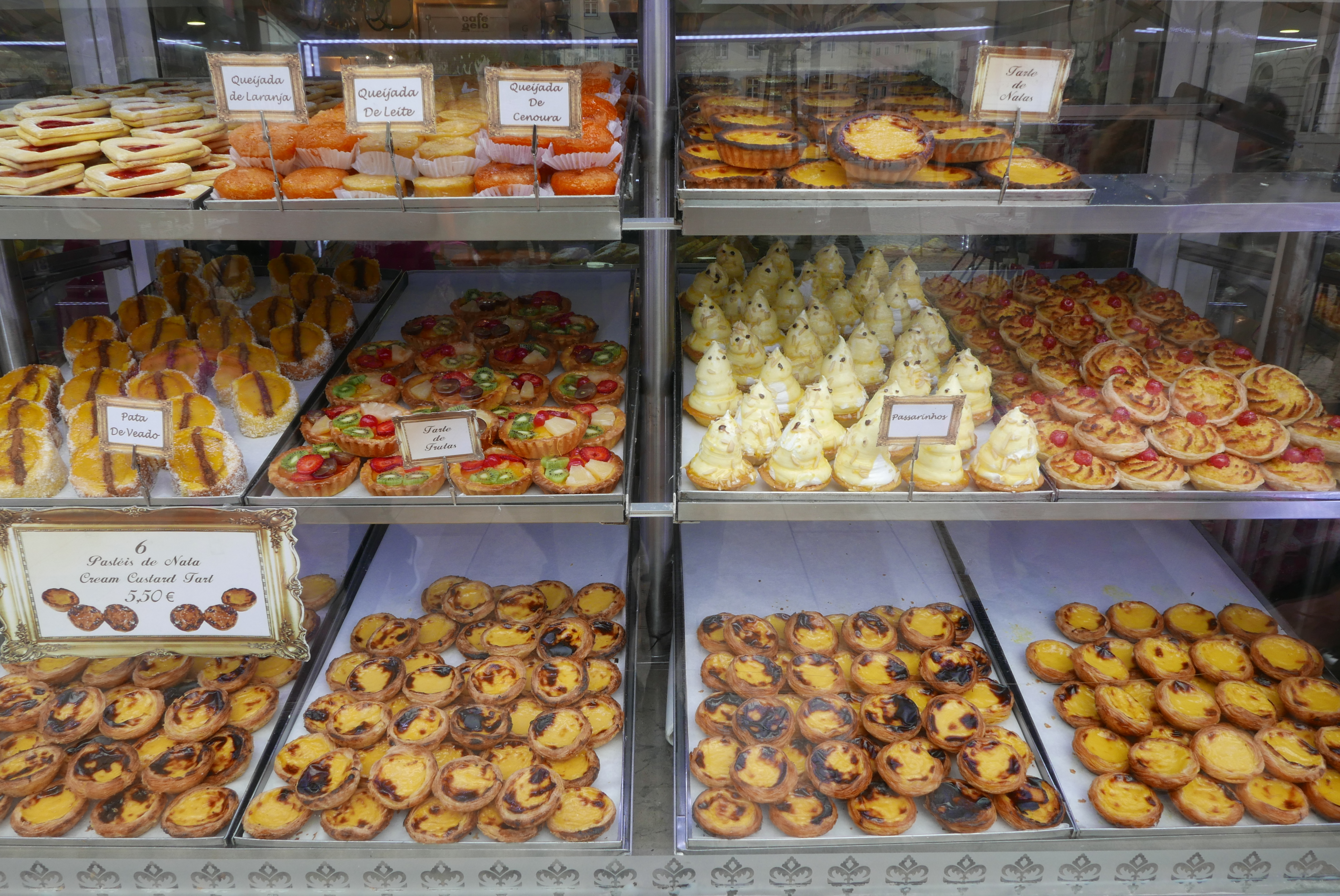
Витрина кондитерской в Лиссабоне

В португальской кухне много десертов. Большинство сладостей готовят из большого количества сахара и яичного желтка, в который добавляют кокосовую стружку, корицу, марципан. Популярностью пользуется миндальное печенье со сметаной, а также слоёное тесто с кремом — паштел-де-ната. Простой и распространённый десерт в Португалии и её бывших колониях — серрадура, из крошки печенья Мария, сгущённого молока и сливок. Вытянутый в тонкий волос желток для украшения десертов (фиуш-де-овуш) — отличительная особенность португальских и бразильских десертов. На севере страны делают пирожное хесуита, с джемом из тыквы, яичным заварным кремом или франжипаном.

### Напитки
Многие португальские вина имеют сертификаты и производятся только в определённых законом областях. Самый известный напиток — портвейн, он составляет около трети винодельческой продукции страны, остальное приходится на красное и белое столовое вина. Самое известное белое вино — винью-верде («зелёное вино»), которое производят на экспорт. В провинции Алентежу производят ароматное и терпкое красное вино. В Лиссабоне и некоторых регионах популярна жинжинья — ликёр, настоянный на вишнях.

## Примеры блюд
Супы:
- Асорда — хлебный суп с пряностями

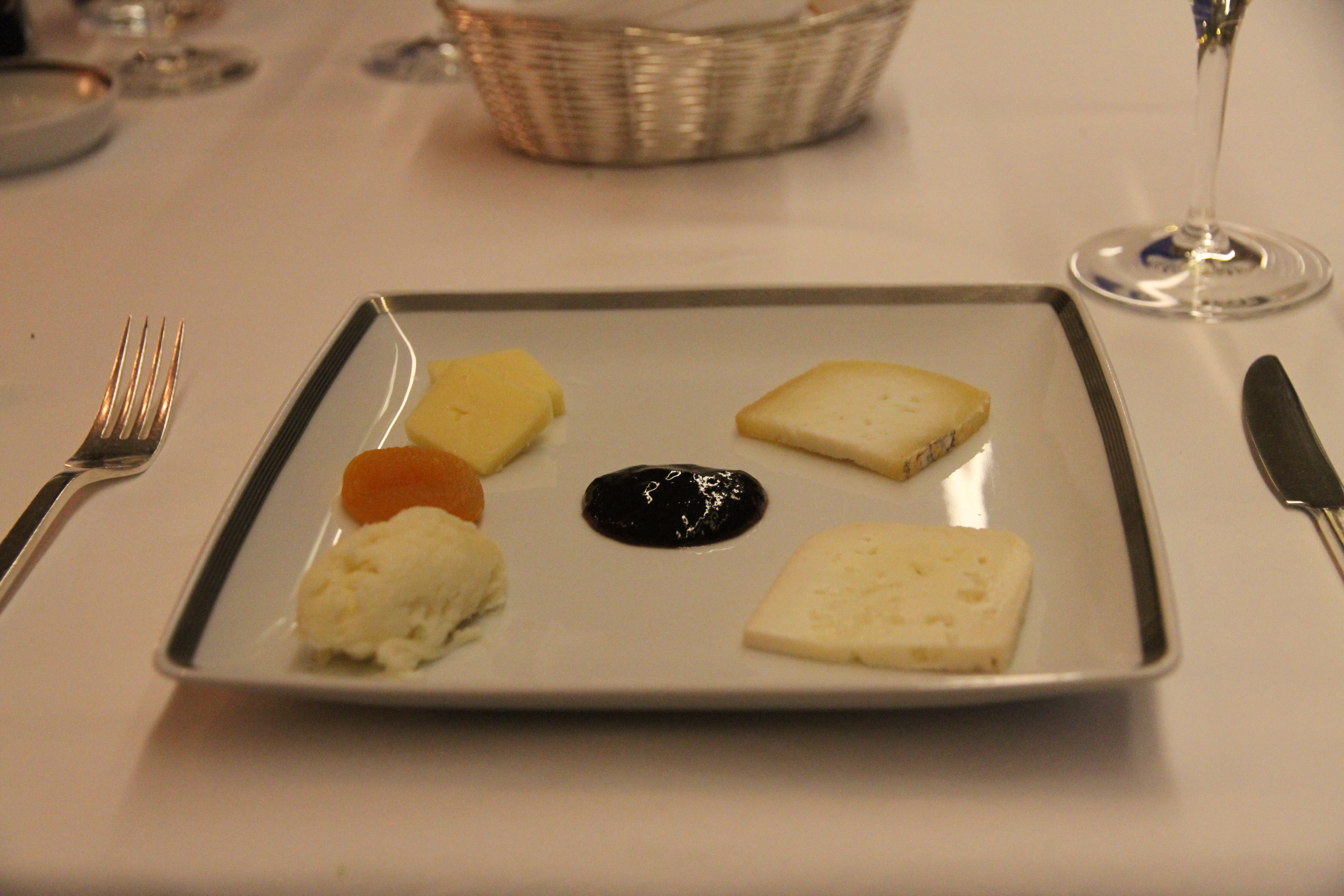
Ассорти португальских сыров

- Калду верде — густой суп из капусты и картофеля с колбасой чорисо

Вторые блюда:
- «Козиду-а-португеза» — смесь говядины, свинины, копчёностей и курицы
- Курица «пири-пири» — с одноимённым очень острым красным перцем
- Требуха по-португальски — густой суп или рагу из говяжьего рубца
- Свинина по-алентежански — блюдо из свинины и моллюсков с картофелем и кориандром
- Кабидела — блюдо из курицы, в котором для приготовления соуса используется куриная кровь
- Себолада — луковый соус

Десерты:
- Папу-де-анжу — десерт из яичных желтков
- Пудинг аббата Пришкуша — большой сладкий пудинг с портвейном, беконом и 15 желтками
- Алетриа — десерт из вермишели

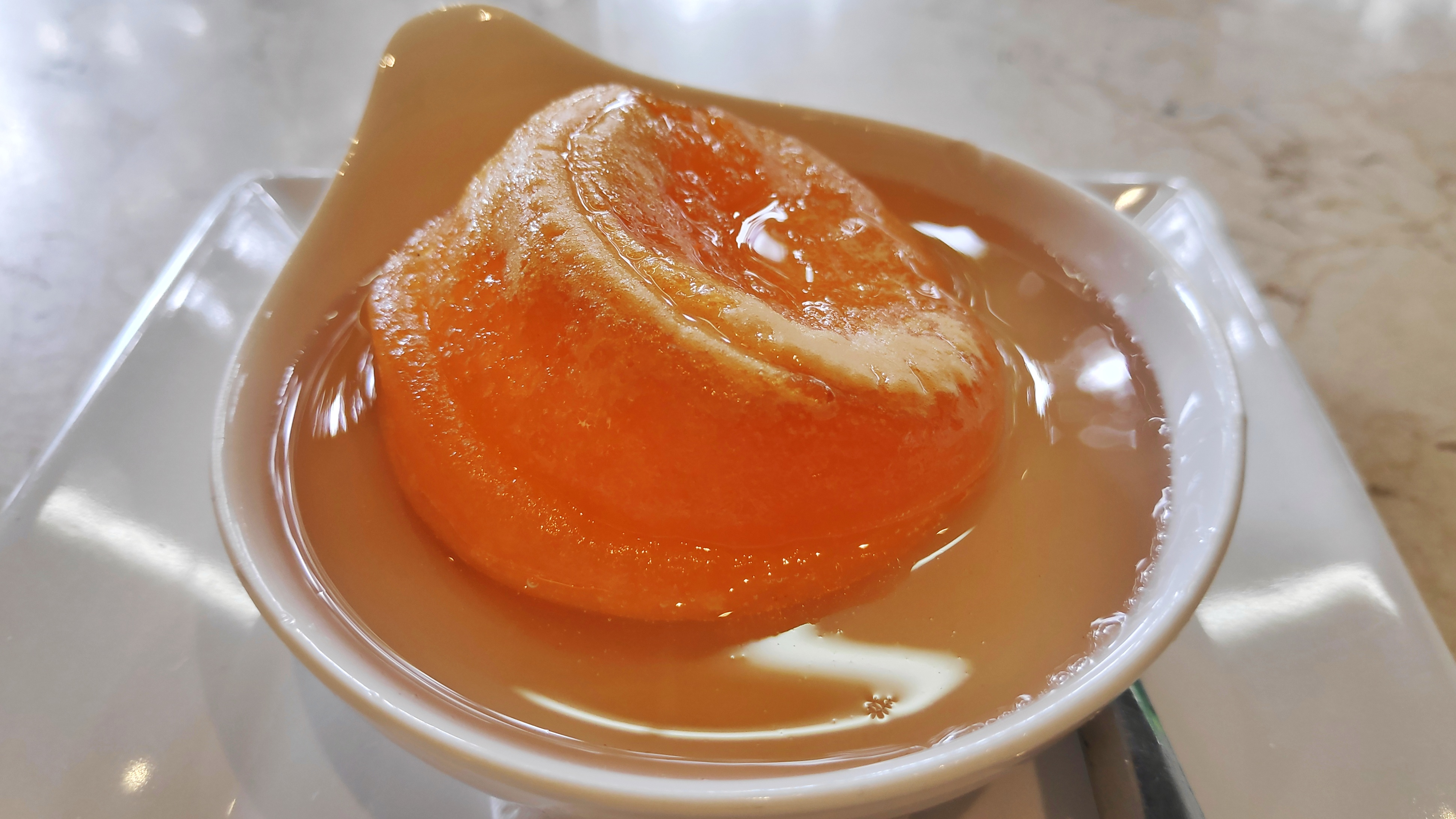
Папу-де-анжу
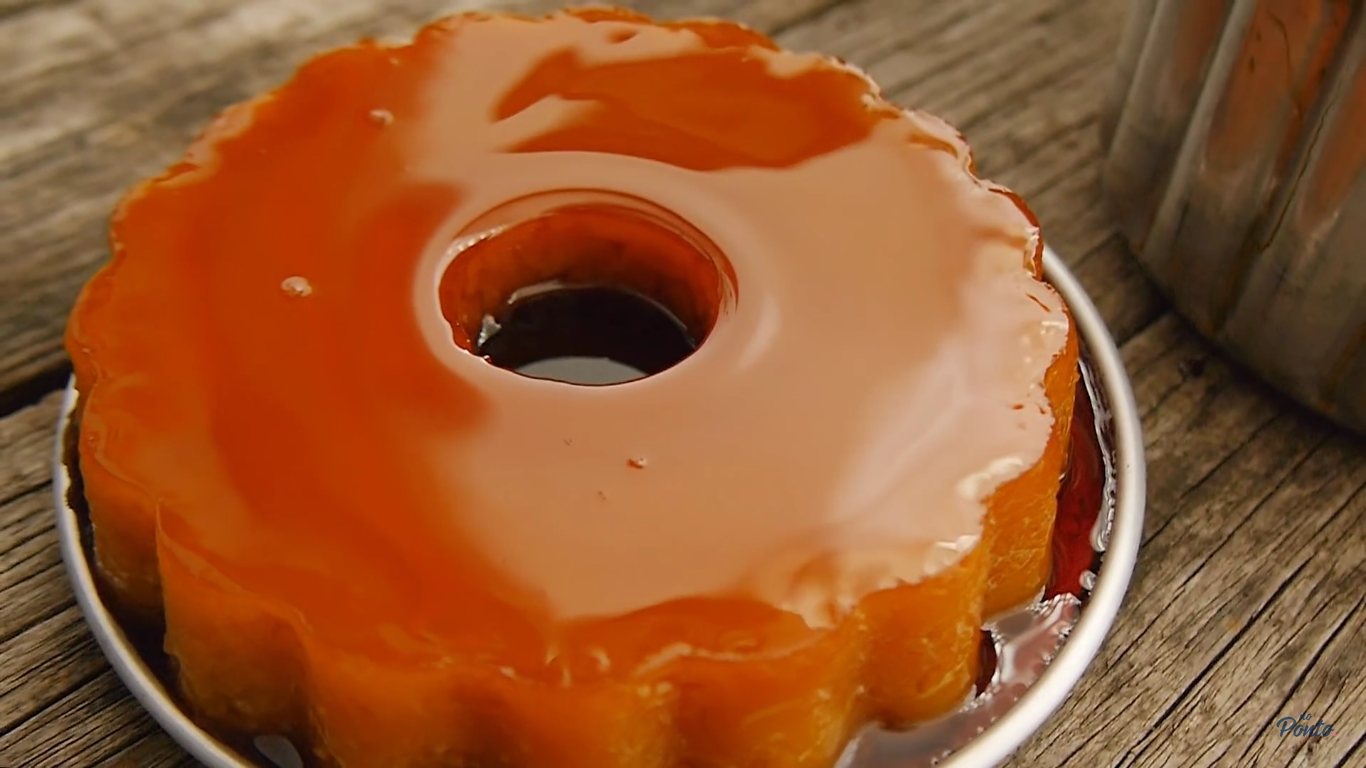
Пудинг аббата Пришкуша
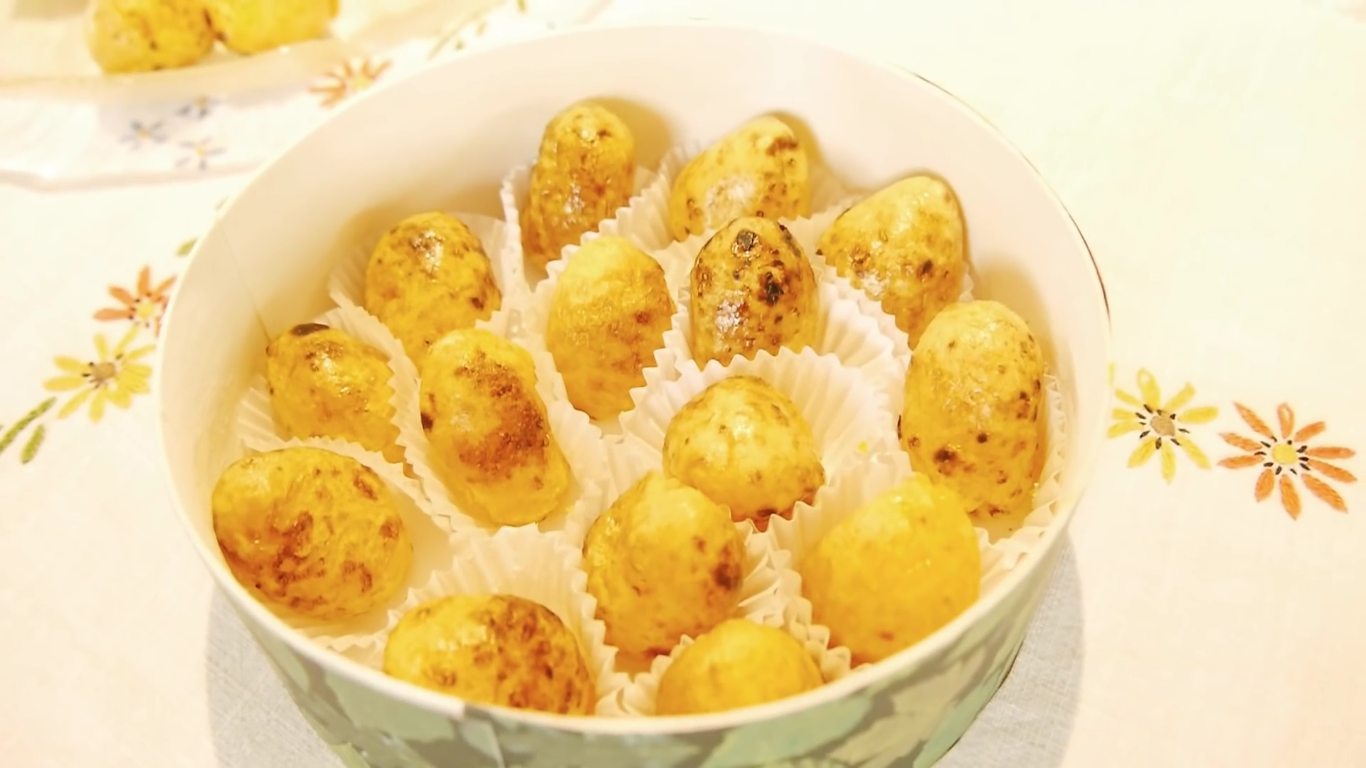
«Яичные каштаны»
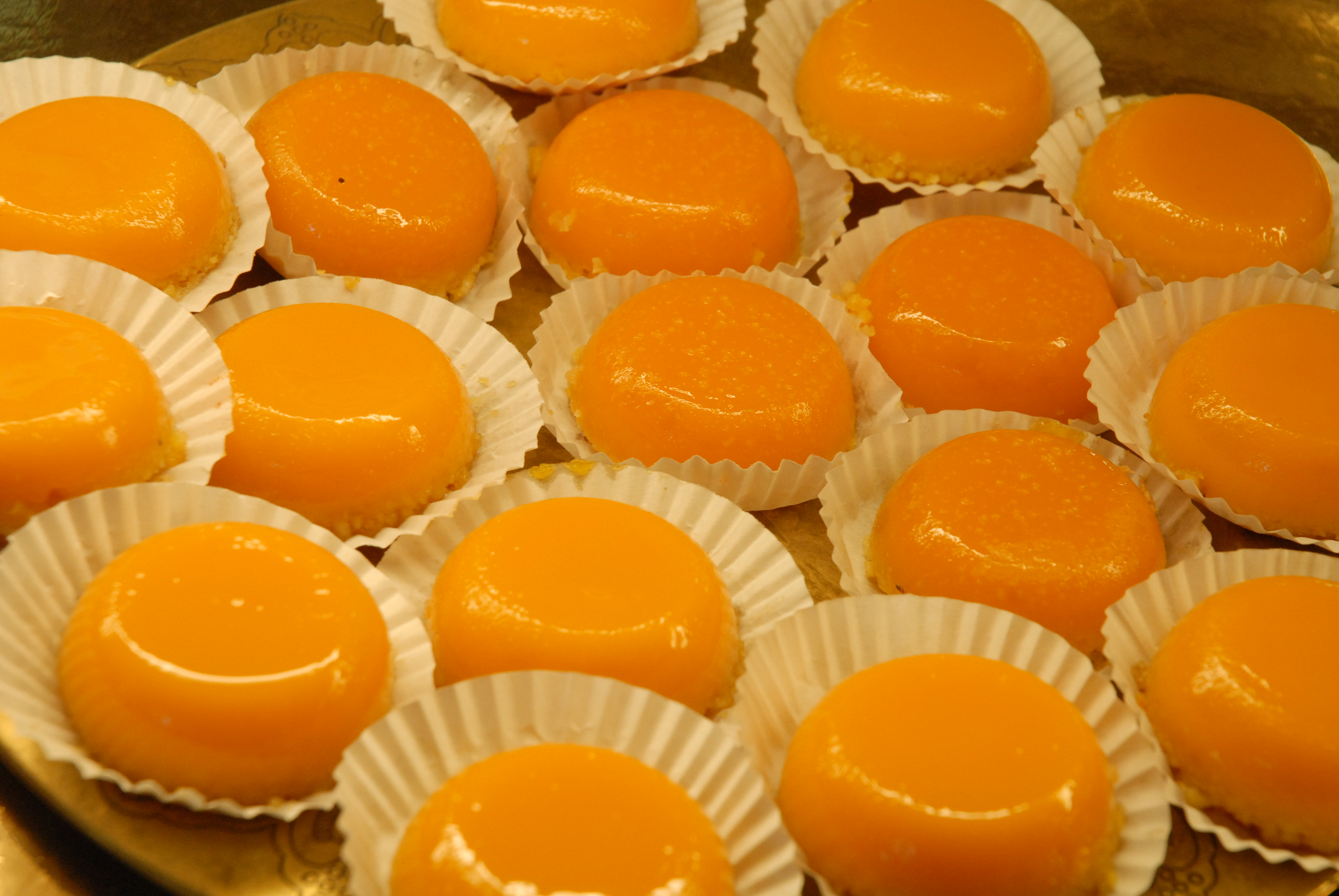
Десерт «Brisa do Lis»